# District de Weidong
Le district de Weidong (卫东区 ; pinyin : Wèidōng Qū) est une subdivision administrative de la province du Henan en Chine. Il est placé sous la juridiction de la ville-préfecture de Pingdingshan.